# Confrontos entre Fluminense e São Paulo no futebol
Fluminense e São Paulo são dois clubes que disputam um dos maiores clássicos interestaduais (Rio de Janeiro versus São Paulo) do futebol brasileiro.

## Introdução
O clássico entre Fluminense e São Paulo é, entre os confrontos interestaduais do Fluminense, aquele que mais se realizou, sendo este o segundo confronto interestadual do São Paulo em número de partidas realizadas. Alguns intitulam-no como "Clássico Tricolor" ou "Clássico dos Tricolores".

## História
A primeira partida disputada entre os dois clubes foi válida pelo Torneio Rio-São Paulo de 1933, tendo terminado com a vitória do São Paulo por 3 a 0, em partida disputada na Chácara da Floresta, perante vinte mil torcedores.
O jornalista Mário Filho, que mais tarde teria o seu nome dado ao Estádio do Maracanã, relatou a visita de torcida organizada do São Paulo a Laranjeiras, em crônica que ressalta a iniciativa dos paulistanos (inédita, segundo ele) para a partida contra o Fluminense, em 11 de setembro de 1940, na vitória do Flu por 3 a 2, em crônica editada à página 6 do Jornal dos Sports de 1 de novembro de 1942: "(…) a visita da torcida do São Paulo F. C., com os seus uniformes garbosos e os seus gritos de incentivo, obedecendo ao ritmo cinematográfico copiado das universidades 'yankees'."
A vitória do Fluminense por 7 a 3 em 21 de dezembro de 1941, no Estádio do Pacaembu, é até os dias atuais o confronto interestadual com mais gols do Fluminense e do São Paulo — no caso do clube paulista, empatado com outros dois.
A partida disputada em 12 de fevereiro de 1944 marcou a primeira vez que o Fluminense entraria em campo com camisas numeradas, a partir de 1948 de forma definitiva. Em campo, vitória são-paulina por 2 a 0 perante 33 787 pagantes.
Foi disputado em São Paulo no ano de 1949 o Torneio Pentagonal R. Monteiro, que reuniu as equipes de São Paulo, Corinthians, Palmeiras e Portuguesa, além do Flu, que acabaria em terceiro lugar, com o São Paulo campeão.
A vitória do Fluminense sobre o São Paulo por 4 a 0, na primeira partida entre os dois clubes  realizada no Maracanã, válida pelo Torneio Rio-São Paulo de 1952, deixou o clube carioca a uma vitória do título, mas a derrota para o Corinthians na última rodada afastou o Flu da disputa.
Pelo Torneio Rivadavia Corrêa Meyer, disputado em 1953, houve vitória do São Paulo por 1 a 0 na primeira partida e do Fluminense por 1 a 0 na segunda, ambas disputadas no Pacaembu, conforme previa o regulamento, com o São Paulo vindo a vencer a prorrogação da segunda partida por 1 a 0, classificando-se para a final desta competição.
Na final do Torneio Triangular de Uberaba de 1954, que teve também o Uberaba, houve vitória do São Paulo por 1 a 0.
O Fluminense conquistou de forma invicta o Torneio Rio-São Paulo de 1957, ao vencer a Portuguesa na rodada anterior, vindo a fazer a festa pela conquista na vitória por 2 a 1 contra o São Paulo na última rodada, partida esta muito confundida como se tivesse sido a decisão desta competição, em jogo que contou com 32 597 torcedores presentes.
No bicampeonato do Rio-São Paulo, em 1960, ocorreu a maior vitória do Flu: 7 a 2, perante 27 322 pagantes.
Em 26 de março de 1967, o Fluminense venceu por 2 a 1 a primeira partida entre ambos os times válida por uma competição nacional, o Torneio Roberto Gomes Pedrosa, em partida disputada no Pacaembu.
Uma rodada amistosa dupla foi realizada no Morumbi em 30 de junho de 1971, com jogos entre os campeões paulista e carioca (São Paulo e Fluminense) e entre os respectivos vice-campeões (Palmeiras e Botafogo), com o Flu vindo a vencer o São Paulo por 1 a 0 — na preliminar, o Palmeiras derrotara o Botafogo pelo mesmo placar, perante mais de cinquenta mil torcedores, que vaiaram constantemente os dois times. Foi o primeiro confronto entre os dois clubes no então novo estádio do São Paulo, que recentemente havia terminado as obras que completaram a sua capacidade.
Junto com Bahia e Goiás, os dois clubes formaram o Grupo I da segunda fase do Campeonato Brasileiro de 1984, que classificou Fluminense e Goiás para a fase seguinte. Houve vitória do Flu por 2 a 0 no Morumbi e empate por 0 a 0 no Maracanã, perante 33 367 pagantes, em competição que ao seu final daria o segundo título nacional para o Flu.
Pelas quartas de final do Brasileiro de 1986, o Flu venceu a primeira partida, no Maracanã, por 1 a 0, mas o São Paulo venceu a segunda, no Morumbi, por 2 a 0, e passou à fase seguinte, vindo a conquistar o título posteriormente.
No Torneio Rio-São Paulo de 1997, o São Paulo desclassificou o Fluminense na primeira fase da competição, após dois empates (2 a 2 e 1 a 1), com vitória na disputa de pênaltis, no Maracanã, por 5 a 4.
Na campanha vitoriosa do Torneio Rio-São Paulo de 2001, o São Paulo chegou à final após derrotar o Flu, nos pênaltis, por 7 a 6, tendo vencido pelas semifinais em São Paulo por 1 a 0 e perdido no Rio por 2 a 1, perante 25 865 torcedores.
No Campeonato Brasileiro desse mesmo ano, 39 807 torcedores (35 257 pagantes) compareceram ao Maracanã no empate por 1 a 1, em 14 de outubro. As duas equipes classificar-se-iam entre as oito melhores da primeira fase, com o Fluminense vindo a terminar em terceiro e o São Paulo em sétimo, ao final da competição.
Pelo Torneio Rio-São Paulo de 2002, vitória são-paulina por 4 a 3, em jogo em que Rogério Ceni pegou um pênalti de Roger e, depois de ele mesmo marcar um gol de falta, tomou um gol do meio-de-campo do meia do Fluminense. No Brasileiro do mesmo ano, a maior vitória do São Paulo: 6 a 0, em 15 de setembro, no Morumbi, com 20 704 pagantes.
O primeiro confronto por competições da Conmebol foi pelas oitavas de final da Copa Sul-Americana de 2003, com o São Paulo vencendo no Morumbi por 1 a 0 e empatando no Maracanã por 1 a 1, classificando-se para a fase seguinte.
O confronto mais marcante aconteceu em 2008, válido pela Copa Libertadores da América daquele ano. Após a vitória são-paulina por 1 a 0 no Morumbi, o Fluminense precisava vencer por diferença de dois gols no Maracanã. Em uma partida eletrizante, o Flu venceu por 3 a 1, com um gol de cabeça marcado por Washington aos 47 minutos do segundo tempo. Naquele ano, o Flu chegaria à final da principal competição continental de clubes.
No Campeonato Brasileiro de 2008, o empate por 1 a 1 no Morumbi, pela penúltima rodada, adiou o título são-paulino, que acabaria confirmado na rodada seguinte, quando o São Paulo venceu o Goiás por 1 a 0.
A vitória do Fluminense por 1 a 0 em 10 de maio de 2009 no Maracanã decretou o fim do recorde de invencibilidade de dezoito jogos do São Paulo no Campeonato Brasileiro, recorde ainda vigente no clube paulista. O recorde de invencibilidade do Flu no Campeonato Brasileiro é de dezesseis jogos, ocorridos entre 1984 e 1985.
Ao vencer o São Paulo por 4 a 1 na Arena Barueri, em partida pela antepenúltima rodada do Campeonato Brasileiro de 2010, o Fluminense deu um grande passo rumo ao título, vindo a confirmá-lo na última rodada (ao vencer o Guarani por 1 a 0), tendo havido empate por 2 a 2 no primeiro turno, perante 32 804 torcedores no Maracanã.
No Campeonato Brasileiro de 2013, 92 566 torcedores assistiram aos jogos; 55 256 no Morumbi e 37 310 no Maracanã, menos do que em 2008 ou 1987, como se pode ver na relação dos maiores públicos, mas cabe registro.
A vitória são-paulina por 2 a 1 em 27 de julho de 2019 quebrou uma invencibilidade de treze anos do Fluminense nesse confronto jogando no Maracanã. Durante esse período foram dez jogos nesse estádio, com sete vitórias do Fluminense e três empates.

## Olimpíada Tricolor
Foi um evento realizado na década de 1940 que reunia atletas e sócios de Fluminense e São Paulo, com os clubes envolvidos, a despeito das dificuldades de locomoção da época, se esforçando em mandar o maior número de representantes possível para as cidades onde se realizariam os jogos, a fim de realizar competições e confraternização entre quadros dos dois clubes. Em julho de 1943, por exemplo, o São Paulo enviou uma delegação de 160 pessoas ao Rio de Janeiro para a disputa dos jogos no Estádio de Laranjeiras em seis modalidades esportivas, entre atletas, técnicos, dirigentes e jornalistas, para a disputa da Taça Marcos de Mendonça, com a programação envolvendo congresso de técnicos e cronistas e partida entre os times principais dos dois clubes, evento integrante dos festejos do 41.º aniversário do Fluminense.
O Fluminense já realizava uma competição interna com este nome desde 1938, talvez daí gerando a ideia da criação deste evento com o São Paulo.

## Ídolos
Telê
Telê Santana, que depois se consagraria como um dos técnicos mais vitoriosos da história do São Paulo e foi o terceiro jogador que mais atuou e terceiro maior artilheiro da História do Fluminense, fez, ao todo, quatro gols jogando contra a equipe paulista como jogador do clube carioca.
Muricy
Muricy Ramalho fez 26 gols em 77 jogos como jogador profissional pelo São Paulo, tendo sido três vezes campeão brasileiro como técnico (2006, 2007 e 2008) e uma como jogador (1977) pelo clube paulista, também tendo liderado o Fluminense como técnico na conquista do Campeonato Brasileiro de 2010.

## Jogos decisivos
Decisões
Em 1954, o São Paulo venceu o Fluminense e conquistou o Torneio Triangular de Uberaba.
Jogos importantes
Em 1957, o Fluminense venceu o São Paulo pela última rodada do Torneio Rio-São Paulo e comemorou o primeiro título da competição, que foi conquistado na rodada anterior, contra a Portuguesa.
Em 2008, o empate ocorrido entre São Paulo e Fluminense no Estádio do Morumbi pelo Campeonato Brasileiro adiaria o título são paulino para a rodada seguinte.
Em 2010, o Fluminense venceu o São Paulo na Arena Barueri pelo Campeonato Brasileiro dando um grande passo para a conquista do seu 4º título do Brasileirão (que ocorreu na segunda rodada posterior a este jogo).
Mata-matas em competições da CBF
Em 1953, o São Paulo eliminou o Fluminense nas semifinais do Torneio Rivadávia Meyer.
Em 1986, o São Paulo eliminou o Fluminense nas quartas de final do Campeonato Brasileiro e avançou até a final. Na decisão, o clube paulista conquistou seu 2º título do Brasileirão.
Em 1997, o São Paulo eliminou o Fluminense nas quartas de final do Torneio Rio-São Paulo.
Em 2001, o São Paulo eliminou o Fluminense na semifinal do Torneio Rio-São Paulo e, na decisão, conquistou o seu único título do torneio.
Em competições da Conmebol
Em 2003, o São Paulo eliminou o Fluminense nas oitavas de final da Copa Sul-Americana.
Em 2008, o Fluminense eliminou o São Paulo nas quartas de final da Copa Libertadores da América.

## Outras estatísticas
Frequência
Fluminense e São Paulo já se enfrentaram em 129 ocasiões, sendo este o clássico interestadual mais disputado pelo Flu e o segundo mais disputado pelo São Paulo.
Cidades e estados
75 jogos foram realizados em São Paulo, sendo 52 no Rio de Janeiro e outros 3 disputados nos estados de Minas Gerais, Ceará e Alagoas — ao todo, em oito cidades diferentes. A partida disputada em Uberaba (MG) foi válida por torneio interestadual, e as de Fortaleza (CE) e Maceió (AL) foram amistosos.
Principais estádios
Os dois estádios que mais receberam jogos foram o Morumbi e o Maracanã: 46 foram realizados no Morumbi, com 27 vitórias do São Paulo, 7 do Fluminense e 12 empates, 70 gols do São Paulo e 42 do Flu. 35 foram realizados no Maracanã, com 20 vitórias do Fluminense, 7 do São Paulo e 8 empates, 69 gols a favor do Flu e 41 a favor do São Paulo.
O Pacaembu recebeu 25 jogos, com 15 vitórias do São Paulo, 7 do Fluminense e 3 empates, 56 gols para o São Paulo e 38 para o Flu. Um dos empates, em 28 de junho de 1953, foi na prorrogação, após o Fluminense vencer no tempo normal por 1 a 0 e o São Paulo vencer no tempo extra pelo mesmo placar, classificando-se para a decisão do Torneio Octogonal Rivadávia Corrêa Meyer.
Já em Laranjeiras foram dez jogos, com cinco vitórias do Fluminense, uma do São Paulo e quatro empates, 24 gols do Flu e 20 do São Paulo.
Torneio Rio-São Paulo
Pelo Torneio Rio-São Paulo foram 26 jogos, com doze vitórias do Fluminense, dez do São Paulo e quatro empates, 57 gols a favor do Fluminense e 53 a favor do São Paulo.
Campeonato Brasileiro
Já pelo Campeonato Brasileiro Unificado foram 72 jogos, com 32 vitórias do São Paulo, 22 do Fluminense e 18 empates, 99 gols a favor do São Paulo e 89 a favor do Fluminense. Pelo Campeonato Brasileiro desde 1971, foram 61 jogos, com 28 vitórias do São Paulo, 18 do Fluminense e 15 empates, 84 gols do São Paulo e 73 do Fluminense.
Nas suas quatro conquistas de campeonatos nacionais, o Fluminense enfrentou o São Paulo. Já o São Paulo, em suas campanhas que culminaram com o título, só não enfrentou o Flu em 1977, por conta de terem caído em grupos diferentes nas duas primeiras fases. Caso tivesse terminado em terceiro lugar no grupo J da segunda fase, o Fluminense teria enfrentado o São Paulo na terceira, mas a quarta colocação acabou por eliminá-lo.

## Recordes

### Artilheiros
O maior artilheiro deste confronto é o são-paulino Luís Fabiano, com 7 gols. Já o maior artilheiro do Fluminense contra o São Paulo é Fred, com 6 tentos marcados.

### Goleadas
Maior vitória do Fluminense atuando em casa
| 20 de março de 1960 | Fluminense                                                                               | 7 – 2 | São Paulo       | Maracanã                                                                        |
| 12:05               | Waldo 2' 12' 29' · Pinheiro 14' (pen.) · Maurinho 25' · Wilson Bauru 60' · Escurinho 77' |       | Riberto 24' 49' | Público: 27 322 pagantes Renda: CR$ 684 567,00 Árbitro: SP Olten Ayres de Abreu |

Maior vitória do Fluminense atuando fora de casa e partida com mais gols
| 21 de dezembro de 1941 | São Paulo                                   | 3 – 7 | Fluminense                                         | Pacaembu                                                                                         |
| 16:00                  | Pardal 15' · Teixeirinha 24' · Luizinho 61' |       | Russo 18' 59' 79' · Carreiro 19' · Tim 32' 56' 75' | Público: 25 174 pagantes Renda: Cr$ 95 818,00 Árbitro: RJ Carlos de Oliveira Monteiro — "Tijolo" |

Maior vitória do São Paulo atuando em casa
| 15 de setembro de 2002 | São Paulo                                                                             | 6 – 0 | Fluminense | Morumbi                                                                            |
| 16:00                  | Júlio Baptista 17' · Kaká 57' · Régis 70' · Leandro Amaral 82' · Luís Fabiano 86' 90' |       |            | Público: 20 704 pagantes Renda: R$ 190 975,00 Árbitro: PE Wilson de Souza Mendonça |

Maior vitória do São Paulo atuando fora de casa
| 3 de dezembro de 1933 | Fluminense            | 2 – 5 | São Paulo                               | Laranjeiras                                                                                 |
| 17:00                 | Ivan Mariz · Bermudez |       | Luisinho · Waldemar de Brito · Hércules | Público: Dados indisponíveis Renda: Dados indisponíveis Árbitro: SP Edgard da Silva Marques |

Empate com mais gols
| 10 de maio de 1964 | Fluminense                                             | 3 – 3  | São Paulo                                  | Estádio das Laranjeiras (Rio de Janeiro)                                  |
| 21:00              | Joaquinzinho 24' · Luiz Roberto 44' · Joaquinzinho 47' | [ 39 ] | Roberto Dias 8' · Agenor 14' · Norival 59' | Público: 1 243 pagantes Renda: CR$ 276 080,00 Árbitro: RJ Armando Marques |

### Séries
A maior série invicta é do São Paulo, onze jogos entre 1989 e 1998. A favor do Fluminense é de seis jogos, entre 1939 e 1943.
As maiores séries de vitórias são de quatro jogos: a do Fluminense entre 1955 e 1958, e a do São Paulo entre 2002 e 2003.
A maior série de empates é de quatro jogos, entre 1995 e 1997.

## Maiores públicos
Onde não constam públicos pagantes e presentes, a referência é aos pagantes, acima de 30 mil presentes.

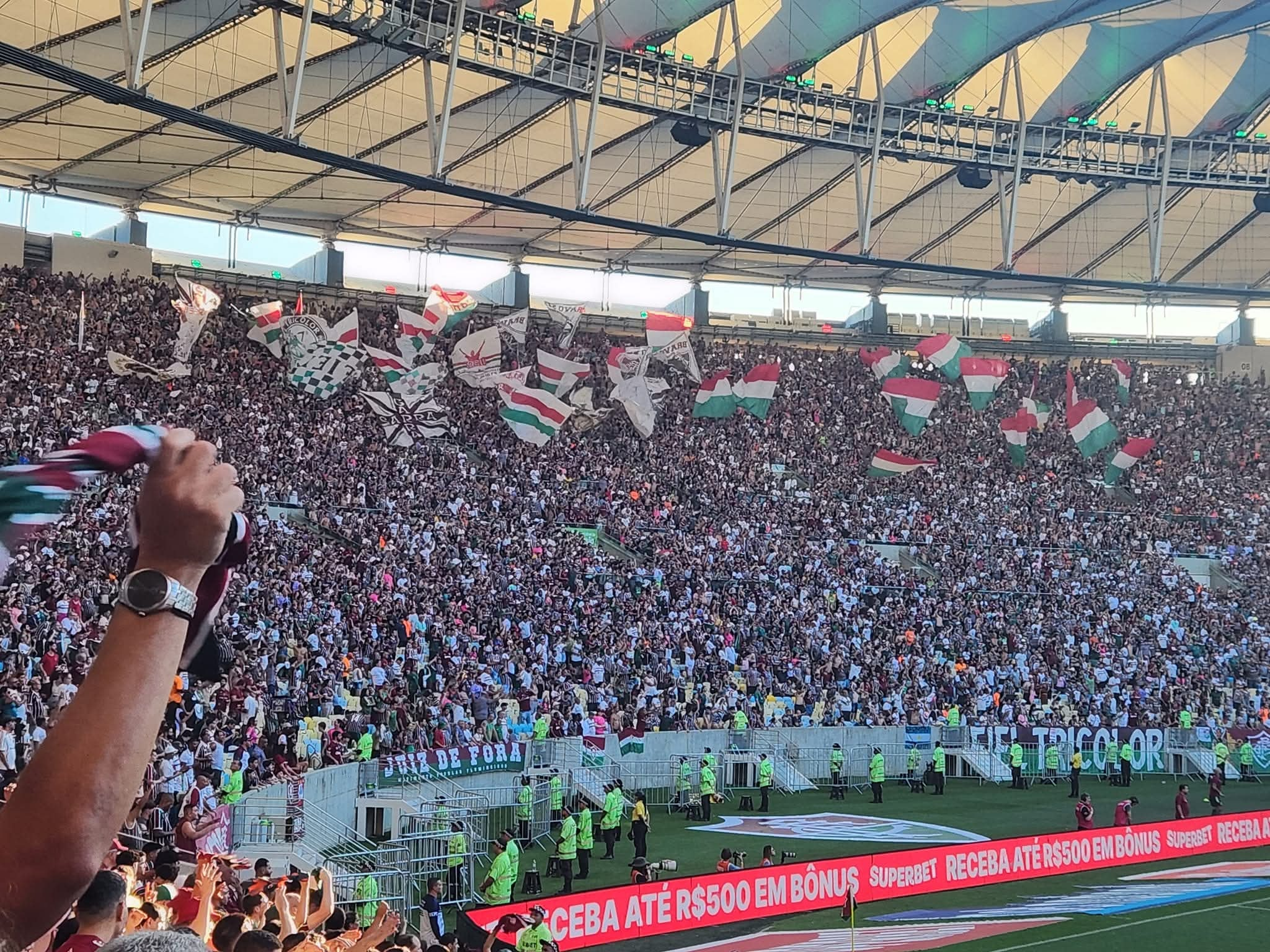
Torcida do Fluminense no Maracanã.

1. Torcida do Fluminense no Maracanã.Fluminense 3–1 São Paulo, 72 910, 21 de maio de 2008, Copa Libertadores da Amérca, Maracanã (68 191 pagantes).

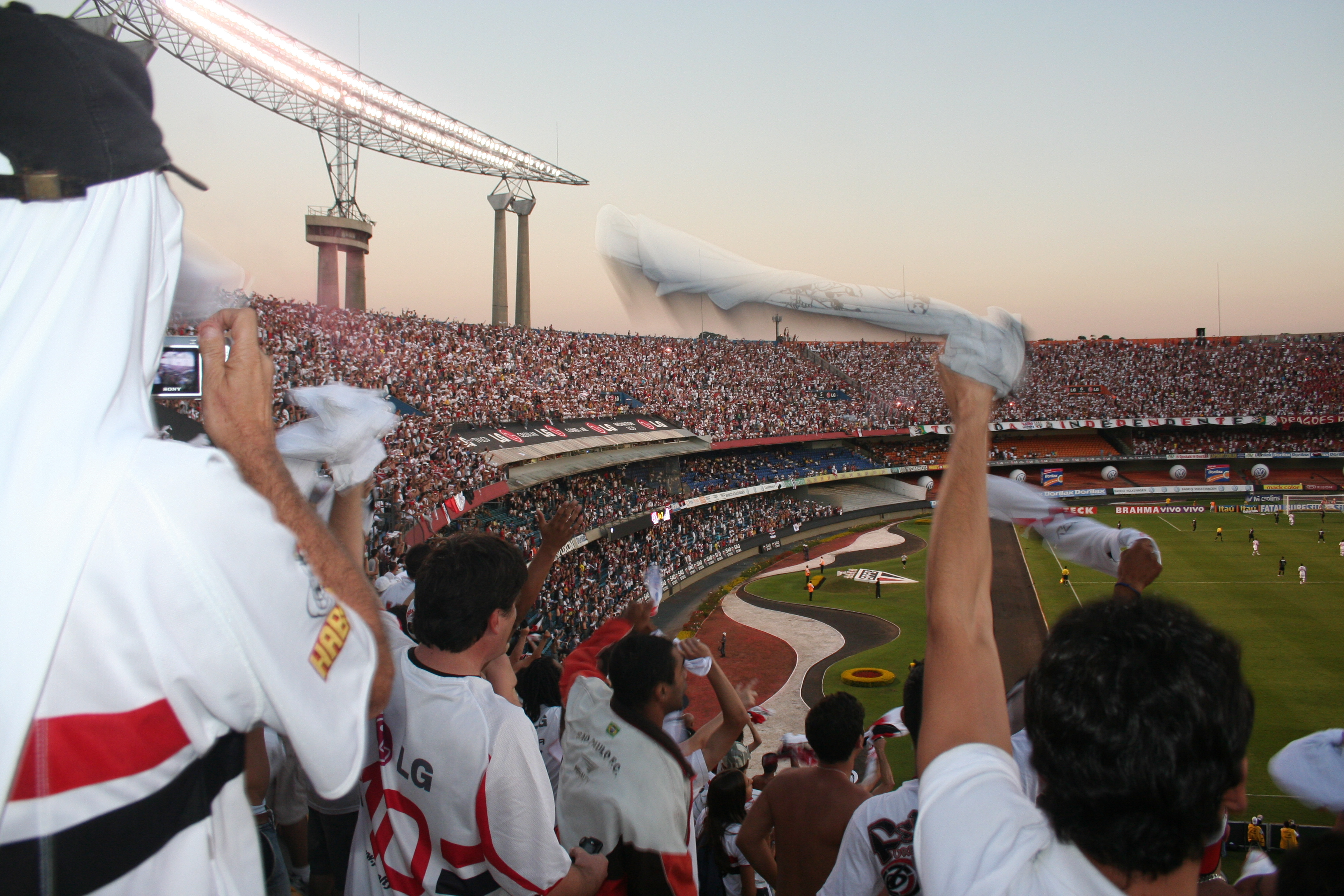
Torcida do São Paulo no Morumbi.

2. Torcida do São Paulo no Morumbi.São Paulo 1–1 Fluminense, 66 888, 30 de novembro de 2008, Campeonato Brasileiro, Morumbi (66 888 pagantes).
3. São Paulo 2–0 Fluminense, 65 119, 11 de fevereiro de 1987, Campeonato Brasileiro, Morumbi (65 119 pagantes).
4. São Paulo 1–0 Fluminense, 61 710, 14 de maio de 2008, Libertadores, Morumbi (61 599 pagantes).
5. São Paulo 2–1 Fluminense, 55 256, 25 de agosto de 2013, Campeonato Brasileiro, Morumbi (55 256 pagantes).
6. São Paulo 1–1 Fluminense, 54 118, 4 de novembro de 2012, Campeonato Brasileiro, Morumbi (52 518 pagantes).
7. Fluminense 1–0 São Paulo, 50 669, 8 de fevereiro de 1987, Campeonato Brasileiro, Maracanã.
8. São Paulo 0–1 Fluminense, 50 474, 30 de junho de 1971, Jogo amistoso, Morumbi (34 337 pagantes, rodada dupla).
9. São Paulo 1–1 Fluminense, 49 348, 2 de setembro de 2018, Campeonato Brasileiro, Morumbi (49 348 pagantes).
10. Fluminense 1–1 São Paulo, 49 004, 14 de outubro de 2001, Campeonato Brasileiro, Maracanã (35 257 pagantes).[41][nota 1]
11. São Paulo 2–2 Fluminense, 47 141, 17 de julho de 2022, Campeonato Brasileiro, Morumbi (47 141 pagantes).
12. Fluminense 2–0 São Paulo, 45 759, 1º de setembro de 2024, Campeonato Brasileiro, Maracanã (42 590 pagantes).
13. Fluminense 1–0 São Paulo, 44 694, 22 de novembro de 2023, Campeonato Brasileiro, Maracanã.
14. Fluminense 3–1 São Paulo, 41 558, 6 de novembro de 2022, Campeonato Brasileiro, Maracanã (38 839 pagantes).
15. Fluminense 1–1 São Paulo, 41 188, 13 de outubro de 2007, Campeonato Brasileiro, Maracanã (32 406 pagantes).
16. São Paulo 2–3 Fluminense, 40 274, 1 de março de 1961, Torneio Rio-São Paulo, Pacaembu.
17. São Paulo 2–1 Fluminense, 39 515, 13 de maio de 2024, Campeonato Brasileiro, MorumBis (39 515 pagantes).
18. Fluminense 2–1 São Paulo, 37 310, 17 de novembro de 2013, Campeonato Brasileiro, Maracanã (34 459 pagantes).
19. São Paulo 2–0 Fluminense, 33 787, 12 de fevereiro de 1944, Amistoso, Pacaembu.
20. Fluminense 0–0 São Paulo, 33 367, 25 de março de 1984, Campeonato Brasileiro, Maracanã.
21. Fluminense 2–2 São Paulo, 32 804, 29 de agosto de 2010, Campeonato Brasileiro, Maracanã (25 518 pagantes).
22. Fluminense 2–1 São Paulo, 32 597, 2 de junho de 1957, Torneio Rio-São Paulo, Maracanã (27 652 pagantes).

Obs.: Pelo menos o jogo disputado no Pacaembu em 10 de maio de 1953 (29 140 pagantes) poderia fazer parte desta lista. Nos casos de públicos presentes e pagantes iguais, não foram disponibilizadas gratuidades.
Por décadas
1941/1950: 1.
1951/1960: 1.
1961/1970: 1.
1971/1980: 1.
1981/1990: 3.
2001/2010: 6.
2011/2020: 4.
2021/2030: 3.
Na Chácara da Floresta
Público presente.
São Paulo 3–0 Fluminense, 20 000, 20 de agosto de 1933.
No Estádio de Laranjeiras
Não inclui os sócios do Fluminense e seus dependentes presentes.
Fluminense 3–1 São Paulo, 13 828, 31 de outubro de 1942.

## Todos os confrontos
Campeão em jogo válido por final de campeonato.
 Vice-campeão em jogo válido por final de campeonato ou em rodada que decidiu o título.
| Lista de Jogos |                         |                                                    |                  |             |                  |                     |                |       |    |       |
| Nº             | Data                    | Competição                                         | Time mandante    | Placar      | Time visitante   | Estádio             | Cidade         | V.Flu | E  | V.São |
| 1              | 20 de agosto de 1933    | Torneio Rio-São Paulo                              | São Paulo        | 3–0         | Fluminense       | Chácara da Floresta | São Paulo      |       |    | 1     |
| 2              | 3 de dezembro de 1933   | Torneio Rio-São Paulo                              | Fluminense       | 2–5         | São Paulo        | Laranjeiras         | Rio de Janeiro |       |    | 2     |
| 3              | 13 de abril de 1939     | Jogo amistoso                                      | São Paulo        | 5–1         | Fluminense       | Parque Antárctica   | São Paulo      |       |    | 3     |
| 4              | 17 de agosto de 1939    | Jogo amistoso                                      | São Paulo        | 0–2         | Fluminense       | Parque Antárctica   | São Paulo      | 1     |    |       |
| 5              | 11 de setembro de 1940  | Torneio Rio-São Paulo                              | Fluminense       | 3–2         | São Paulo        | Laranjeiras         | Rio de Janeiro | 2     |    |       |
| 6              | 21 de dezembro de 1941  | Jogo amistoso                                      | São Paulo        | 3–7         | Fluminense       | Pacaembu            | São Paulo      | 3     |    |       |
| 7              | 25 de março de 1942     | Torneio Quinela de Ouro                            | São Paulo        | 1–1         | Fluminense       | Pacaembu            | São Paulo      |       | 1  |       |
| 8              | 31 de outubro de 1942   | Jogo amistoso                                      | Fluminense       | 3–1         | São Paulo        | Laranjeiras         | Rio de Janeiro | 4     |    |       |
| 9              | 21 de abril de 1943     | Jogo amistoso                                      | Fluminense       | 3–1         | São Paulo        | Laranjeiras         | Rio de Janeiro | 5     |    |       |
| 10             | 19 de maio de 1943      | Jogo amistoso                                      | São Paulo        | 3–0         | Fluminense       | Pacaembu            | São Paulo      |       |    | 4     |
| 11             | 8 de julho de 1943      | Jogo amistoso                                      | Fluminense       | 3–2         | São Paulo        | Laranjeiras         | Rio de Janeiro | 6     |    |       |
| 12             | 12 de fevereiro de 1944 | Jogo amistoso                                      | São Paulo        | 2–0         | Fluminense       | Pacaembu            | São Paulo      |       |    | 5     |
| 13             | 9 de agosto de 1944     | Jogo amistoso                                      | São Paulo        | 2–0         | Fluminense       | Pacaembu            | São Paulo      |       |    | 6     |
| 14             | 18 de fevereiro de 1945 | Jogo amistoso                                      | São Paulo        | 3–2         | Fluminense       | Pacaembu            | São Paulo      |       |    | 7     |
| 15             | 18 de março de 1945     | Jogo amistoso                                      | Fluminense       | 2–1         | São Paulo        | Laranjeiras         | Rio de Janeiro | 7     |    |       |
| 16             | 23 de abril de 1946     | Jogo amistoso                                      | São Paulo        | 1–2         | Fluminense       | Pacaembu            | São Paulo      | 8     |    |       |
| 17             | 29 de dezembro de 1946  | Taça dos Campeões Estaduais Rio-São Paulo          | São Paulo        | 3–1         | Fluminense       | Pacaembu            | São Paulo      |       |    | 8     |
| 18             | 7 de abril de 1948      | Jogo amistoso                                      | São Paulo        | 3–0         | Fluminense       | Pacaembu            | São Paulo      |       |    | 9     |
| 19             | 7 de outubro de 1948    | Jogo amistoso                                      | São Paulo        | 1–2         | Fluminense       | Pacaembu            | São Paulo      | 9     |    |       |
| 20             | 23 de janeiro de 1949   | Torneio Pentagonal R. Monteiro                     | São Paulo        | 3–2         | Fluminense       | Pacaembu            | São Paulo      |       |    | 10    |
| 21             | 8 de dezembro de 1949   | Jogo amistoso                                      | São Paulo        | 2–4         | Fluminense       | Pacaembu            | São Paulo      | 10    |    |       |
| 22             | 8 de janeiro de 1950    | Torneio Rio-São Paulo                              | Fluminense       | 3–1         | São Paulo        | São Januário        | Rio de Janeiro | 11    |    |       |
| 23             | 23 de julho de 1950     | Jogo amistoso                                      | São Paulo        | 5–1         | Fluminense       | Pacaembu            | São Paulo      |       |    | 11    |
| 24             | 27 de julho de 1950     | Jogo amistoso                                      | Fluminense       | 2–2         | São Paulo        | Laranjeiras         | Rio de Janeiro |       | 2  |       |
| 25             | 22 de março de 1952     | Torneio Rio-São Paulo                              | Fluminense       | 4–0         | São Paulo        | Maracanã            | Rio de Janeiro | 12    |    |       |
| 26             | 10 de maio de 1953      | Torneio Rio-São Paulo                              | São Paulo        | 2–1         | Fluminense       | Pacaembu            | São Paulo      |       |    | 12    |
| 27             | 24 de junho de 1953     | Torneio Octogonal Rivadavia Corrêa Meyer           | São Paulo        | 1–0         | Fluminense       | Pacaembu            | São Paulo      |       |    | 13    |
| 28             | 28 de junho de 1953     | Torneio Octogonal Rivadavia Corrêa Meyer           | São Paulo (pro.) | (1) 0–1 (0) | Fluminense       | Pacaembu            | São Paulo      |       | 3  |       |
| 29             | 6 de maio de 1954       | Torn. Triangular de Uberaba                        | São Paulo        | 1–0         | Fluminense       | Boulanger Pucci     | Uberaba        |       |    | 14    |
| 30             | 20 de junho de 1954     | Torneio Rio-São Paulo                              | São Paulo        | 1–1         | Fluminense       | Pacaembu            | São Paulo      |       | 4  |       |
| 31             | 14 de maio de 1955      | Torneio Rio-São Paulo                              | São Paulo        | 1–2         | Fluminense       | Pacaembu            | São Paulo      | 13    |    |       |
| 32             | 2 de junho de 1957      | Torneio Rio-São Paulo                              | Fluminense       | 2–1         | São Paulo        | Maracanã            | Rio de Janeiro | 14    |    |       |
| 33             | 26 de janeiro de 1958   | Jogo amistoso                                      | São Paulo        | 0–1         | Fluminense       | Presidente Vargas   | Fortaleza      | 15    |    |       |
| 34             | 2 de março de 1958      | Torneio Rio-São Paulo                              | Fluminense       | 2–1         | São Paulo        | Maracanã            | Rio de Janeiro | 16    |    |       |
| 35             | 2 de maio de 1959       | Torneio Rio-São Paulo                              | São Paulo        | 3–2         | Fluminense       | Pacaembu            | São Paulo      |       |    | 15    |
| 36             | 20 de março de 1960     | Torneio Rio-São Paulo                              | Fluminense       | 7–2         | São Paulo        | Maracanã            | Rio de Janeiro | 17    |    |       |
| 37             | 1 de março de 1961      | Torneio Rio-São Paulo                              | São Paulo        | 2–3         | Fluminense       | Pacaembu            | São Paulo      | 18    |    |       |
| 38             | 30 de março de 1963     | Torneio Rio-São Paulo                              | Fluminense       | 2–1         | São Paulo        | Maracanã            | Rio de Janeiro | 19    |    |       |
| 39             | 10 de maio de 1964      | Torneio Rio-São Paulo                              | Fluminense       | 3–3         | São Paulo        | Laranjeiras         | Rio de Janeiro |       | 5  |       |
| 40             | 20 de março de 1965     | Torneio Rio-São Paulo                              | São Paulo        | 3–0         | Fluminense       | Pacaembu            | São Paulo      |       |    | 16    |
| 41             | 22 de maio de 1965      | Torneio Rio-São Paulo                              | São Paulo        | 5–3         | Fluminense       | Pacaembu            | São Paulo      |       |    | 17    |
| 42             | 9 de fevereiro de 1966  | Torneio Rio-São Paulo                              | Fluminense       | 1–3         | São Paulo        | São Januário        | Rio de Janeiro |       |    | 18    |
| 43             | 26 de março de 1967     | Torneio Roberto Gomes Pedrosa                      | São Paulo        | 1–2         | Fluminense       | Pacaembu            | São Paulo      | 20    |    |       |
| 44             | 17 de outubro de 1968   | Torneio Roberto Gomes Pedrosa                      | Fluminense       | 5–2         | São Paulo        | Maracanã            | Rio de Janeiro | 21    |    |       |
| 45             | 22 de outubro de 1969   | Torneio Roberto Gomes Pedrosa                      | São Paulo        | 1–0         | Fluminense       | Parque Antárctica   | São Paulo      |       |    | 19    |
| 46             | 22 de outubro de 1970   | Torneio Roberto Gomes Pedrosa                      | Fluminense       | 1–1         | São Paulo        | Maracanã            | Rio de Janeiro |       | 6  |       |
| 47             | 14 de novembro de 1970  | Jogo amistoso                                      | São Paulo        | 0–3         | Fluminense       | Rei Pelé            | Maceió         | 22    |    |       |
| 48             | 30 de junho de 1971     | Jogo amistoso                                      | São Paulo        | 0–1         | Fluminense       | Morumbi             | São Paulo      | 23    |    |       |
| 49             | 6 de novembro de 1971   | Campeonato Brasileiro                              | São Paulo        | 2–1         | Fluminense       | Morumbi             | São Paulo      |       |    | 20    |
| 50             | 21 de outubro de 1972   | Campeonato Brasileiro                              | São Paulo        | 0–3         | Fluminense       | Morumbi             | São Paulo      | 24    |    |       |
| 51             | 23 de setembro de 1973  | Campeonato Brasileiro                              | São Paulo        | 2–2         | Fluminense       | Morumbi             | São Paulo      |       | 7  |       |
| 52             | 30 de junho de 1974     | Campeonato Brasileiro                              | Fluminense       | 0–1         | São Paulo        | Maracanã            | Rio de Janeiro |       |    | 21    |
| 53             | 8 de outubro de 1975    | Campeonato Brasileiro                              | São Paulo        | 1–0         | Fluminense       | Morumbi             | São Paulo      |       |    | 22    |
| 54             | 18 de maio de 1980      | Campeonato Brasileiro                              | São Paulo        | 3–2         | Fluminense       | Morumbi             | São Paulo      |       |    | 23    |
| 55             | 21 de fevereiro de 1981 | Campeonato Brasileiro                              | São Paulo        | 2–1         | Fluminense       | Morumbi             | São Paulo      |       |    | 24    |
| 56             | 18 de março de 1984     | Campeonato Brasileiro                              | São Paulo        | 0–2         | Fluminense       | Morumbi             | São Paulo      | 25    |    |       |
| 57             | 25 de março de 1984     | Campeonato Brasileiro                              | Fluminense       | 0–0         | São Paulo        | Maracanã            | Rio de Janeiro |       | 8  |       |
| 58             | 24 de fevereiro de 1985 | Campeonato Brasileiro                              | São Paulo        | 2–1         | Fluminense       | Morumbi             | São Paulo      |       |    | 25    |
| 59             | 31 de março de 1985     | Campeonato Brasileiro                              | Fluminense       | 1–2         | São Paulo        | Maracanã            | Rio de Janeiro |       |    | 26    |
| 60             | 2 de fevereiro de 1986  | Jogo amistoso                                      | Fluminense       | 2–2         | São Paulo        | Laranjeiras         | Rio de Janeiro |       | 9  |       |
| 61             | 6 de fevereiro de 1986  | Jogo amistoso                                      | São Paulo        | 2–0         | Fluminense       | Morumbi             | São Paulo      |       |    | 27    |
| 62             | 28 de setembro de 1986  | Campeonato Brasileiro                              | Fluminense       | 2–3         | São Paulo        | Maracanã            | Rio de Janeiro |       |    | 28    |
| 63             | 8 de fevereiro de 1987  | Campeonato Brasileiro                              | Fluminense       | 1–0         | São Paulo        | Maracanã            | Rio de Janeiro | 26    |    |       |
| 64             | 11 de fevereiro de 1987 | Campeonato Brasileiro                              | São Paulo        | 2–0         | Fluminense       | Morumbi             | São Paulo      |       |    | 29    |
| 65             | 8 de novembro de 1987   | Campeonato Brasileiro                              | São Paulo        | 2–0         | Fluminense       | Morumbi             | São Paulo      |       |    | 30    |
| 66             | 15 de dezembro de 1988  | Campeonato Brasileiro                              | Fluminense       | 1–0         | São Paulo        | Maracanã            | Rio de Janeiro | 27    |    |       |
| 67             | 23 de novembro de 1989  | Campeonato Brasileiro                              | São Paulo        | 3–1         | Fluminense       | Morumbi             | São Paulo      |       |    | 31    |
| 68             | 10 de novembro de 1990  | Campeonato Brasileiro                              | São Paulo        | 0–0         | Fluminense       | Morumbi             | São Paulo      |       | 10 |       |
| 69             | 23 de fevereiro de 1991 | Campeonato Brasileiro                              | São Paulo        | 1–0         | Fluminense       | Morumbi             | São Paulo      |       |    | 32    |
| 70             | 11 de abril de 1992     | Campeonato Brasileiro                              | São Paulo        | 1–0         | Fluminense       | Morumbi             | São Paulo      |       |    | 33    |
| 71             | 27 de novembro de 1994  | Campeonato Brasileiro                              | São Paulo        | 4–2         | Fluminense       | Morumbi             | São Paulo      |       |    | 34    |
| 72             | 2 de setembro de 1995   | Campeonato Brasileiro                              | São Paulo        | 1–1         | Fluminense       | Morumbi             | São Paulo      |       | 11 |       |
| 73             | 28 de agosto de 1996    | Campeonato Brasileiro                              | Fluminense       | 1–1         | São Paulo        | Laranjeiras         | Rio de Janeiro |       | 12 |       |
| 74             | 18 de janeiro de 1997   | Torneio Rio-São Paulo                              | São Paulo        | 2–2         | Fluminense       | Morumbi             | São Paulo      |       | 13 |       |
| 75             | 23 de janeiro de 1997   | Torneio Rio-São Paulo                              | Fluminense       | 1–1         | São Paulo        | Maracanã            | Rio de Janeiro |       | 14 |       |
| 76             | 20 de julho de 1997     | Campeonato Brasileiro                              | São Paulo        | 2–1         | Fluminense       | Morumbi             | São Paulo      |       |    | 35    |
| 77             | 28 de janeiro de 1998   | Torneio Rio-São Paulo                              | São Paulo        | 2–1         | Fluminense       | Pacaembu            | São Paulo      |       |    | 36    |
| 78             | 11 de fevereiro de 1998 | Torneio Rio-São Paulo/Taça Desafio Tricolor Adidas | Fluminense       | 2–1         | São Paulo        | Maracanã            | Rio de Janeiro | 28    |    |       |
| 79             | 9 de setembro de 2000   | Campeonato Brasileiro                              | São Paulo        | 2–0         | Fluminense       | Morumbi             | São Paulo      |       |    | 37    |
| 80             | 25 de janeiro de 2001   | Torneio Rio-São Paulo                              | Fluminense       | 5–2         | São Paulo        | Caio Martins        | Niterói        | 29    |    |       |
| 81             | 14 de fevereiro de 2001 | Torneio Rio-São Paulo                              | São Paulo        | 1–0         | Fluminense       | Morumbi             | São Paulo      |       |    | 38    |
| 82             | 21 de fevereiro de 2001 | Torneio Rio-São Paulo                              | Fluminense       | 2 (6)–(7) 1 | São Paulo (pen.) | Maracanã            | Rio de Janeiro | 30    |    |       |
| 83             | 14 de outubro de 2001   | Campeonato Brasileiro                              | Fluminense       | 1–1         | São Paulo        | Maracanã            | Rio de Janeiro |       | 15 |       |
| 84             | 3 de fevereiro de 2002  | Torneio Rio-São Paulo                              | São Paulo        | 4–3         | Fluminense       | Morumbi             | São Paulo      |       |    | 39    |
| 85             | 15 de setembro de 2002  | Campeonato Brasileiro                              | São Paulo        | 6–0         | Fluminense       | Morumbi             | São Paulo      |       |    | 40    |
| 86             | 13 de julho de 2003     | Campeonato Brasileiro                              | Fluminense       | 1–3         | São Paulo        | Maracanã            | Rio de Janeiro |       |    | 41    |
| 87             | 17 de setembro de 2003  | Copa Sul-Americana                                 | São Paulo        | 1–0         | Fluminense       | Morumbi             | São Paulo      |       |    | 42    |
| 88             | 1 de outubro de 2003    | Copa Sul-Americana                                 | Fluminense       | 1–1         | São Paulo        | Maracanã            | Rio de Janeiro |       | 16 |       |
| 89             | 5 de novembro de 2003   | Campeonato Brasileiro                              | São Paulo        | 1–0         | Fluminense       | Morumbi             | São Paulo      |       |    | 43    |
| 90             | 28 de abril de 2004     | Campeonato Brasileiro                              | São Paulo        | 1–0         | Fluminense       | Morumbi             | São Paulo      |       |    | 44    |
| 91             | 22 de agosto de 2004    | Campeonato Brasileiro                              | Fluminense       | 1–0         | São Paulo        | Raulino de Oliveira | Volta Redonda  | 31    |    |       |
| 92             | 24 de abril de 2005     | Campeonato Brasileiro                              | Fluminense       | 2–1         | São Paulo        | Maracanã            | Rio de Janeiro | 32    |    |       |
| 93             | 24 de agosto de 2005    | Campeonato Brasileiro                              | São Paulo        | 1–1         | Fluminense       | Morumbi             | São Paulo      |       | 17 |       |
| 94             | 31 de maio de 2006      | Campeonato Brasileiro                              | São Paulo        | 1–0         | Fluminense       | Morumbi             | São Paulo      |       |    | 45    |
| 95             | 7 de outubro de 2006    | Campeonato Brasileiro                              | Fluminense       | 1–2         | São Paulo        | Maracanã            | Rio de Janeiro |       |    | 46    |
| 96             | 18 de julho de 2007     | Campeonato Brasileiro                              | São Paulo        | 0–1         | Fluminense       | Morumbi             | São Paulo      | 33    |    |       |
| 97             | 13 de outubro de 2007   | Campeonato Brasileiro                              | Fluminense       | 1–1         | São Paulo        | Maracanã            | Rio de Janeiro |       | 18 |       |
| 98             | 14 de maio de 2008      | Copa Libertadores da América                       | São Paulo        | 1–0         | Fluminense       | Morumbi             | São Paulo      |       |    | 47    |
| 99             | 21 de maio de 2008      | Copa Libertadores da América                       | Fluminense       | 3–1         | São Paulo        | Maracanã            | Rio de Janeiro | 34    |    |       |
| 100            | 7 de agosto de 2008     | Campeonato Brasileiro                              | Fluminense       | 3–1         | São Paulo        | Maracanã            | Rio de Janeiro | 35    |    |       |
| 101            | 30 de novembro de 2008  | Campeonato Brasileiro                              | São Paulo        | 1–1         | Fluminense       | Morumbi             | São Paulo      |       | 19 |       |
| 102            | 10 de maio de 2009      | Campeonato Brasileiro                              | Fluminense       | 1–0         | São Paulo        | Maracanã            | Rio de Janeiro | 36    |    |       |
| 103            | 19 de agosto de 2009    | Campeonato Brasileiro                              | São Paulo        | 1–0         | Fluminense       | Morumbi             | São Paulo      |       |    | 48    |
| 104            | 29 de agosto de 2010    | Campeonato Brasileiro                              | Fluminense       | 2–2         | São Paulo        | Maracanã            | Rio de Janeiro |       | 20 |       |
| 105            | 21 de novembro de 2010  | Campeonato Brasileiro                              | São Paulo        | 1–4         | Fluminense       | Arena Barueri       | Barueri        | 37    |    |       |
| 106            | 22 de maio de 2011      | Campeonato Brasileiro                              | Fluminense       | 0–2         | São Paulo        | São Januário        | Rio de Janeiro |       |    | 49    |
| 107            | 31 de agosto de 2011    | Campeonato Brasileiro                              | São Paulo        | 1–2         | Fluminense       | Morumbi             | São Paulo      | 38    |    |       |
| 108            | 9 de agosto de 2012     | Campeonato Brasileiro                              | Fluminense       | 2–1         | São Paulo        | São Januário        | Rio de Janeiro | 39    |    |       |
| 109            | 4 de novembro de 2012   | Campeonato Brasileiro                              | São Paulo        | 1–1         | Fluminense       | Morumbi             | São Paulo      |       | 21 |       |
| 110            | 25 de agosto de 2013    | Campeonato Brasileiro                              | São Paulo        | 2–1         | Fluminense       | Morumbi             | São Paulo      |       |    | 50    |
| 111            | 17 de novembro de 2013  | Campeonato Brasileiro                              | Fluminense       | 2–1         | São Paulo        | Maracanã            | Rio de Janeiro | 40    |    |       |
| 112            | 21 de maio de 2014      | Campeonato Brasileiro                              | Fluminense       | 5–2         | São Paulo        | Maracanã            | Rio de Janeiro | 41    |    |       |
| 113            | 27 de setembro de 2014  | Campeonato Brasileiro                              | São Paulo        | 1–3         | Fluminense       | Morumbi             | São Paulo      | 42    |    |       |
| 114            | 5 de julho de 2015      | Campeonato Brasileiro                              | São Paulo        | 0–0         | Fluminense       | Morumbi             | São Paulo      |       | 22 |       |
| 115            | 14 de outubro de 2015   | Campeonato Brasileiro                              | Fluminense       | 2–0         | São Paulo        | Maracanã            | Rio de Janeiro | 43    |    |       |
| 116            | 29 de junho de 2016     | Campeonato Brasileiro                              | São Paulo        | 2–1         | Fluminense       | Morumbi             | São Paulo      |       |    | 51    |
| 117            | 17 de outubro de 2016   | Campeonato Brasileiro                              | Fluminense       | 1–2         | São Paulo        | Giulite Coutinho    | Mesquita       |       |    | 52    |
| 118            | 25 de junho de 2017     | Campeonato Brasileiro                              | São Paulo        | 1–1         | Fluminense       | Morumbi             | São Paulo      |       | 23 |       |
| 119            | 18 de outubro de 2017   | Campeonato Brasileiro                              | Fluminense       | 3–1         | São Paulo        | Maracanã            | Rio de Janeiro | 44    |    |       |
| 120            | 29 de abril de 2018     | Campeonato Brasileiro                              | Fluminense       | 1–1         | São Paulo        | Maracanã            | Rio de Janeiro |       | 24 |       |
| 121            | 2 de setembro de 2018   | Campeonato Brasileiro                              | São Paulo        | 1–1         | Fluminense       | Morumbi             | São Paulo      |       | 25 |       |
| 122            | 27 de julho de 2019     | Campeonato Brasileiro                              | Fluminense       | 1–2         | São Paulo        | Maracanã            | Rio de Janeiro |       |    | 53    |
| 123            | 7 de novembro de 2019   | Campeonato Brasileiro                              | São Paulo        | 0–2         | Fluminense       | Morumbi             | São Paulo      | 45    |    |       |
| 124            | 6 de setembro de 2020   | Campeonato Brasileiro                              | São Paulo        | 3–1         | Fluminense       | Morumbi             | São Paulo      |       |    | 54    |
| 125            | 26 de dezembro de 2020  | Campeonato Brasileiro                              | Fluminense       | 1–2         | São Paulo        | Maracanã            | Rio de Janeiro |       |    | 55    |
| 126            | 29 de maio de 2021      | Campeonato Brasileiro                              | São Paulo        | 0–0         | Fluminense       | Morumbi             | São Paulo      |       | 26 |       |
| 127            | 12 de setembro de 2021  | Campeonato Brasileiro                              | Fluminense       | 2–1         | São Paulo        | Maracanã            | Rio de Janeiro | 46    |    |       |
| 128            | 17 de julho de 2022     | Campeonato Brasileiro                              | São Paulo        | 2–2         | Fluminense       | Morumbi             | São Paulo      |       | 27 |       |
| 129            | 5 de novembro de 2022   | Campeonato Brasileiro                              | Fluminense       | 3–1         | São Paulo        | Maracanã            | Rio de Janeiro | 47    |    |       |
| 130            | 1 de julho de 2023      | Campeonato Brasileiro                              | São Paulo        | 1–0         | Fluminense       | Morumbi             | São Paulo      |       |    | 56    |
| 131            | 22 de novembro de 2023  | Campeonato Brasileiro                              | Fluminense       | 1–0         | São Paulo        | Maracanã            | Rio de Janeiro | 48    |    |       |
| 132            | 13 de maio de 2024      | Campeonato Brasileiro                              | São Paulo        | 2–1         | Fluminense       | Morumbis            | São Paulo      |       |    | 57    |
| 133            | 1º de setembro de 2024  | Campeonato Brasileiro                              | Fluminense       | 2–0         | São Paulo        | Maracanã            | Rio de Janeiro | 49    |    |       |
| 134            | 27 de julho de 2025     | Campeonato Brasileiro                              | São Paulo        | 3–1         | Fluminense       | Morumbis            | São Paulo      |       |    | 58    |